# فالتر كادو
كان فالتر كادو (1860 – 31 مايو 1923) مدرسًا في مدرسة ألمانية قُتل على يد رودولف هوس ومجموعة من شركاء الحزب النازي في مايو 1923 في غابة بالقرب من بارشيم. كان كادو عضوًا في حزب الحرية الوطني الألماني اليميني، وكان يشتبه في خيانته للقومي الألماني ألبرت ليو شلاجيتر إلى سلطات الاحتلال الفرنسية في الرور. تم إعدام شلاجيتر من قبل الفرنسيين واعتبره النازيون لاحقًا شهيدًا. تلقى هوس حكمًا بالسجن لمدة عشر سنوات بتهمة الانتقام، مع إطلاق سراحه بعد عام بسبب عفو عام. لقد حُكم على شريكه، مارتين بورمان، الذي كان طالبًا سابقًا عند كادو، بالسجن لمدة عام لدوره في القتل.
أصبح بورمان فيما بعد رئيسًا لمستشار الحزب النازي وسكرتيرًا خاصًا لأدولف هتلر. أصبح هوس فيما بعد قائد معسكر اعتقال أوشفيتز.